# Hubert Piwowarczyk
Hubert Piwowarczyk (ur. 6 września 1997 w Tomaszowie Lubelskim) – polski siatkarz, grający na pozycji środkowego. 

## Sukcesy klubowe
I liga:
- 2023[3]